# Сторож (река)
Сторож (Чинешишелю) — река на полуострове Камчатка в России, протекает по территории Усть-Камчатского района Камчатского края.
Длина реки — 110 км, площадь водосборного бассейна — 2040 км².
Берёт истоки с южных склонов Восточного хребта и течёт вдоль его подошвы на северо-восток, затем в районе горы Медуза поворачивает на восток до самого впадения в Камчатский залив Тихого океана. В низовьях река разбивается на несколько рукавов, в русле находятся несколько мелких островков. Устье по большей части отделено от моря косой Нерпичья. В верховье на правобережье находятся Сторожевские горячие источники.
В долине реки проходит восточная граница распространения лиственницы.
Нанесена на карту под современным названием в 1900 году Ф. К. Геком, командиром шхуны «Сторож», в честь своего судна.

## Притоки (км от устья)
0,3 км: водоток протока Рыбная, Ягодная
2 км: река Баженова
(?): Подгорный
12 км: река Охотничья
14 км: река Станиславская
16 км: река Тайонская
(?) км: Овод
(?) км: Кривой
37 км: река Дроздовского
44 км: ручей Начальный
59 км: река без названия
60 км: река Конечная
(?) км: Чёртов Нос
(?) км Светлый
72 км: ручей Молчанова
74 км: река Широкая
(?) км: Глубокий
(?) км: Колено
83 км: река Восточная
83 км: ручей Ковалёва
(?) км: ручей Серный
97,5 км: ручей Комарова
97,6 км: ручей Тихий
В верхнем течении протекает через озеро Долгое.

## Данные водного реестра
По данным государственного водного реестра России относится к Анадыро-Колымскому бассейновому округу.
Код объекта в государственном водном реестре — 19070000212120000019049.